# Race of Champions 1998
Race of Champions 1998 kördes på Kanarieöarna 1998.
- Plats:  Kanarieöarna
- Datum: 1998
- Segrare:  Colin McRae